# Jytte Meilvang
Jytte Meilvang, född 18 januari 1946, är en dansk-svensk modeskapare mest känd för sitt varumärke Big is Beautiful (BiB). Hon tilldelades Guldknappen 1987 och 1989 och är den enda designer som vunnit utmärkelsen två gånger.
Meilvang inledde karriären som flygvärdinna och klädmodell för större storlekar. Hon startade klädmärket Big is Beatiful 1983 och vann Svenska Moderådets designtävling samma år. Kläderna tillverkades först av Jersey-Modeller och tillverkningen flyttade till Eisers i Finland 1986.